# قطبة متصالبة

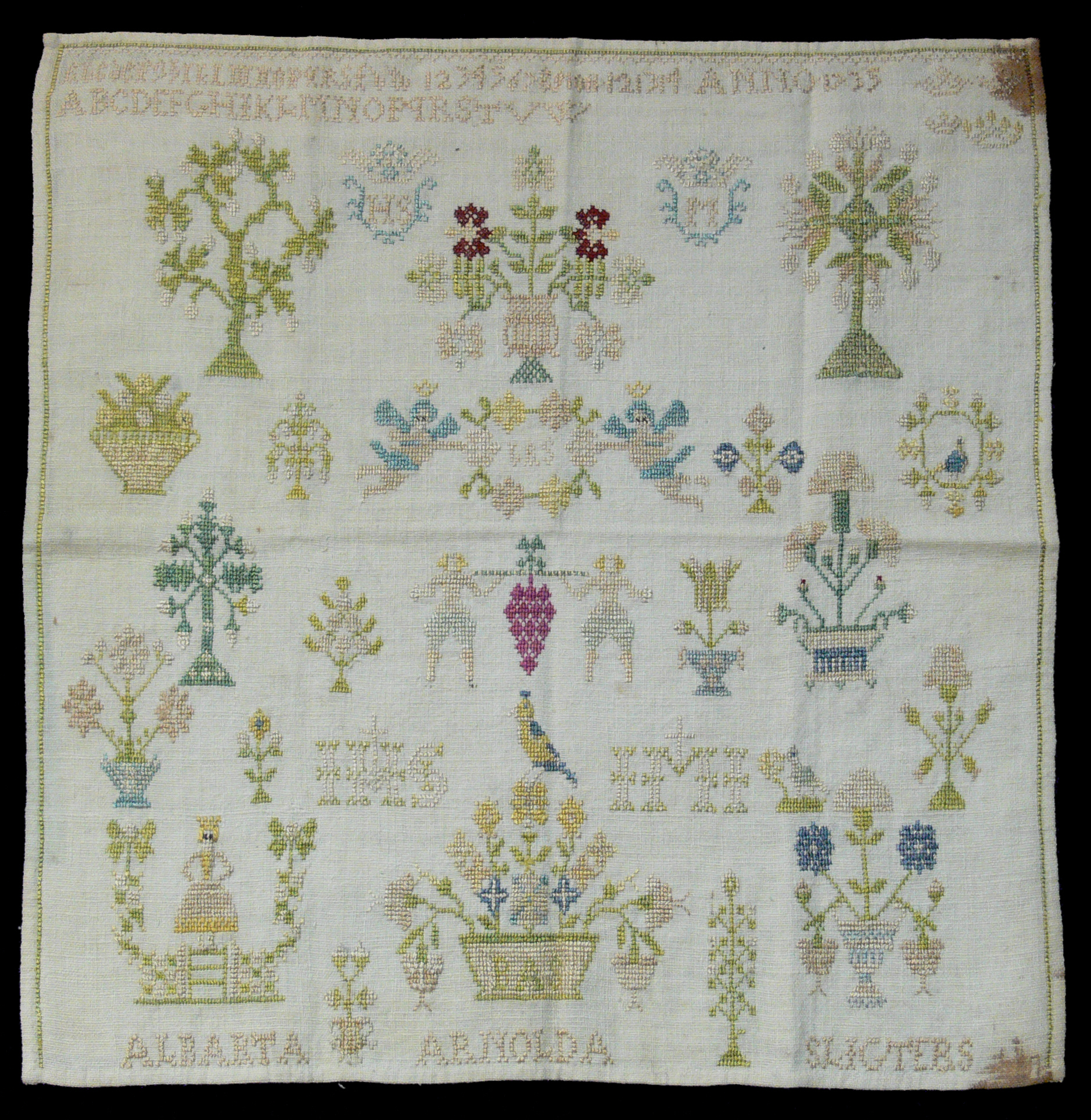
Cross-stitch sampler، ألمانيا, 1735.

القُطْبة المُتصالبة جزء من أسلوب عد الخيوط في أشغال الإبرة، حيث تُشكَّل غُرزات على شكل حرف x بالإنجليزية، وتكون الباترونات أشبه بالصور النقطيه. غالباً مايتم تطبيق هذه الغرزة في قُماش يُدعى الكنفا، أو ايتامين. يقوم المُطرز بعد خيوط القماش بجميع الاتجاهات لينتج غُرزات متساوية الأبعاد ومتناسقة النتيجة.
هذه الطريقة تُدعى أيضاً ب«الغرز المعدودة» ليفرق بينها وبين أنواع الغرز الأخرى في فن القطبة المتصالبة. أحياناً يتم إنجاز هذه الغرز على قُماش طُبعت عليه صورة الباترون ( غرز مطبوعة ) : حيث يقوم المُطرز ببساطة في الخياطة فوق الخطوط المحددة له.
الأقمشة المُستخدمة في هذا الفن هي الايتامين و الكتان. يتم تصنيف المخطوطات بمقدار عدد الغُرزات في كُل بوصة، حيث تتراوح من 14 إلى 40 غرزة، وبذلك يتم اختيار القماش المُناسب لتوزيع الغرز.

## تاريخ هذا الأسلوب
أسلوب التطريز هذا يعتبر من أقدم أساليب التطريز في التاريخ، وبالإمكان إيجاده حول العالم كافه، كما أن المتاحف تحوي على الكثير من القطع المنسوجة التي وجدت في آسيا وأوروبا.